# North Walpole (Nuevo Hampshire)
North Walpole es un lugar designado por el censo ubicado en el condado de Cheshire en el estado estadounidense de Nuevo Hampshire. En el Censo de 2010 tenía una población de 828 habitantes y una densidad poblacional de 464,67 personas por km².

## Geografía
North Walpole se encuentra ubicado en las coordenadas 43°8′49″N 72°26′48″O / 43.14694, -72.44667. Según la Oficina del Censo de los Estados Unidos, North Walpole tiene una superficie total de 1.78 km², de la cual 1.77 km² corresponden a tierra firme y (0.58%) 0.01 km² es agua.

## Demografía
Según el censo de 2010, había 828 personas residiendo en North Walpole. La densidad de población era de 464,67 hab./km². De los 828 habitantes, North Walpole estaba compuesto por el 96.26% blancos, el 0.36% eran afroamericanos, el 0.24% eran amerindios, el 0.24% eran asiáticos, el 0% eran isleños del Pacífico, el 0.36% eran de otras razas y el 2.54% pertenecían a dos o más razas. Del total de la población el 1.45% eran hispanos o latinos de cualquier raza.